# 옛 나라 목록
옛 나라 목록에서는 인류 역사상 과거에 존재했던 국가, 국제 기구 또는 영토를 점유한 게릴라, 정부, 정권, 테러 조직, 망명정부, 부대 그리고 무장 단체 등을 기술하였습니다.
현존하는 국가는 나라 목록을 참조하십시오. ( 본 문서는 연도 별로 나열되어 있음. )

## 아시아

### 선사 시대 일본 열도
- 조몬 시대
- 야요이 시대

### 선사 시대 중국 본토
- 황하 문명
- 장강 문명
- 삼황오제
- 헌원

### 선사 시대 타이완
- 타이완의 선사 시대

## 동아시아

### 한반도
- 고조선(단군조선, 위만조선)
- 탐라국
- 고리국
- 부여, 옥저, 동예
- 두막루
- 삼한(마한, 진한, 변한)
- 고구려, 백제, 신라, 가야
- 통일신라
- 보덕국
- 발해
- 동란국
- 우산국
- 후고구려, 후백제
- 고려
- 조선
- 대한제국
- 일제강점기
- 조선인민공화국
- 북조선인민위원회

### 일본 열도
- 야마타이 국, 게노 국, 쓰쿠시 국, 고시 국, 기비 국, 히 국, 도요 국, 나 국, 이토 국, 이키 국, 히타카미 국, 야마토 왕권, 다이라노 정권, 헤이시 정권, 오슈 후지와라 씨 정권, 가마쿠라 막부, 무로마치 막부, 센고쿠 다이묘, 에도 막부 · 번
- 오다 정권 · 도요토미 정권
- 겐무 신정 · 남조(1392년에 북조와 통합) · 후남조
- 신센구미, 기병대
- 오우에쓰 열번 동맹 · 에조 공화국(홋카이도)
- 가라후토 청
- 야마토 유키하라
- 오키 자치 정부
  - 임시북부 남서 제도정청(가고시마 현 오시마 지청의 미 군정하의 행정기구)

### 류큐 열도
- 호쿠잔 왕국(잔호쿠; 山北)
- 난잔 왕국(잔난; 山南)
- 추잔 왕국
- 류큐국
- 류큐 정부(오키나와 열도의 미 군정하의 행정기구로 독립정권은 아니다.)
  - 오키나와 자문회 → 오키나와 민정부
  - 미야코 민정부
  - 야에야마 민정부(야에야마 자치회)
  - 군도

### 중국 본토
- 제요, 제순, 하나라, 상나라, 주나라
- 춘추 전국 시대의 여러 국가(전국 시대는 주로 진 · 초 · 제 · 연 · 조 · 위 · 한)
- 진나라, 서초, 한나라(전한 · 후한), 신나라
- 위, 촉, 오, 서진 · 동진
- 오호 십육국
- 송, 제, 양, 진
- 북위(서위 · 동위), 북제, 북주
- 수나라, 당나라
- 후량, 후당, 후진, 후한, 후주
- 남당, 오월, 민, 형남, 북한, 오, 남한, 전촉, 후촉, 초, 기, 연, 진, 조
- 북송, 남송
- 요나라, 서하, 금나라
- 원나라
- 명나라, 남명
- 포르투갈령 마카오
- 청나라
- 영국령 홍콩
- 태평천국
- 상하이 공공 조계
- 청나라 소조정, 북양정부, 중화민국 임시 정부
- 중화제국
- 외몽골 점령
- 만주국, 중화소비에트공화국
- 만주국 협화회
- 중화공화국(중국 대륙의 통일 정권으로서) 중화민국 중화민국 정부는 1949년에 타이완으로 이전하여 지금까지 존속하고 있다.
- 몽강연합자치정부

### 대만
- 대두 왕국
- 고산국
- 미다그 왕국
- 스페인령 포르모사, 네덜란드령 포르모사
- 정씨왕국(정성공이 수립한 정권)
- 대만청치시기
- 대만민주국
- 대만일치시기
- 국민혁명군, 남의사
- 국민정부
- 중화민국 유신정부, 중화민국 임시 정부
- 왕징웨이 정권

### 윈난지방
- 전(滇)
- 야랑(夜郞)
- 찬(爨)
- 육조
- 남조
- 대장화
- 대천흥
- 대의녕
- 대리국
- 쳉훙 왕국
- 양왕국

### 칭하이지역
- 토욕혼

### 티베트지역
- 토번국
- 구게 왕국
- 티베트 왕국

### 둥베이지역
- 고조선
- 예맥
- 부여
- 고구려
- 발해
- 동란국
- 후발해
- 정안국
- 올야
- 흥료국
- 대발해
- 동호 (민족)
- 흉노
- 선비 (민족)
- 오환
- 거란
- 숙신
- 읍루
- 물길
- 말갈
- 여진
- 금나라
- 후금
- 만주국

### 몽골
- 흉노
- 선비
- 유연
- 정령
- 돌궐
- 위구르
- 요나라
- 몽골 제국, 북원
- 오이라트
- 몽강국
- 복드 칸국
- 투바 인민공화국
- 내몽골 인민공화국
- 몽골 인민 공화국

### 위구르지역
- 누란, 고창, 소륵, 쿠처, 카라샤르, 차사국, 사차, 아크수, 호탄, 오손
- 카라한 칸국
- 카라호자 왕국
- 서요
- 차가타이 칸국, 모굴리스탄 칸국, 야르칸드 칸국
- 중가르 칸국
- 동튀르키스탄 제1공화국
- 동튀르키스탄 제2공화국

## 동남아시아

### 베트남
- 남월
- 응오 왕조, 딘 왕조, 전 레 왕조, 리 왕조, 쩐 왕조, 호 왕조, 후 레 왕조
- 참파
- 막 왕조, 찐 왕조, 떠이선 왕조, 응우옌 왕조, 코친차이나, (베트남 제국)
- 베트남 민주 공화국(북베트남)
- 코친차이나 공화국
- 베트남국,
- 남베트남 민족해방전선(베트콩)
- 베트남 공화국,
- 국가사회민주전선, 남베트남 공화국(남베트남)
- 자유 베트남 정부

- 프랑스령 인도차이나

### 캄보디아
- 부남, 진랍
- 크메르 제국(앙코르 왕조)
- 캄보디아 왕국
- 캄푸치아 공산당
- 캄보디아 제1왕국
- 억압인종해방을 위한 연합전선
- 크메르 루즈
- 크메르 공화국(론 놀 정권)
- 민주 캄푸치아(폴 포트 정권)
- 캄푸치아 인민공화국(헹 삼린 정권)
- 유엔 캄보디아 잠정 통치기구

#### 기타
- 프랑스령 인도차이나

### 라오스
- 란쌍 왕국
- 참빠삭 왕국
- 루앙프라방 왕국
- 비엔티안 왕국
- 씨앙쿠앙 왕국
- 프랑스령 라오스
- 라오스 왕국

#### 기타
- 프랑스령 인도차이나

### 타이

#### 중부
- 드바라바티 왕국
- 수코타이 왕조
- 아유타야 왕조
- 톤부리 왕조

#### 북부
- 란나
- 라따나꼬신 왕국(짜끄리 왕조)
- 파야오 왕국
- 프래 왕국
- 카오 왕국
- 난 왕국
- 하리푼차이 왕국

#### 기타
- 시암

### 미얀마
- 버간 왕조
- 페구 왕조
- 아바 왕조
- 따웅우 왕조
- 냐웅양 왕조
- 꼰바웅 왕조
- 영국령 버마
- 버마국
- 버마 연방(버마)
- 버마 연방 사회주의 공화국(버마)

### 말레이 반도·보르네오섬
- 믈라카 술탄국
- 파타니 왕국(현 타이령)
- 사라왁 왕국
- 사라왁 왕령식민지
- 북보르네오 왕령식민지
- 말라야 연합
- 말라야 연방
- 싱가포르 주

### 인도네시아
- 메당 왕국(자와섬)
- 사일렌드라(자와섬)
- 슈리비자야 제국(수마트라섬)
- 케디리 왕국(자와섬)
- 싱가사리 왕국(자와섬)
- 마자파히트 제국(자와섬)
- 마타람 술탄국(자와섬)
- 아체 술탄국(수마트라섬)
- 바타비아 공화국
- 바타비아 연방
- 인도네시아 합중국

### 필리핀
- 톤도 왕국
- 마긴다나오 왕국
- 술루 술탄국
- 스페인령 동인도, 필리핀 도독령
- 필리핀 제1공화국
- 필리핀 자치령
- 후크발라합
- 필리핀 제2공화국
- 필리핀 제3공화국
- 필리핀 제4공화국
- 필리핀 국가민주전선
- 모로 이슬람 해방전선

### 동티모르
- 포르투갈령 티모르
- 동티모르주

## 남아시아

### 북인도
- 쿠루 왕국
- 코살라 왕국
- 마가다 왕국
- 마우리아 제국, 쿠샨 제국, 굽타 제국, 바르다나 제국
- 프라티하라 제국, 파라마라 왕국, 챤델라 왕국, 차하마나 왕국
- 팔라 제국, 세나 왕국
- 고르 술탄국, 델리 술탄국(노예 왕조, 할지 왕조, 투글루크 왕조, 사이이드 왕조, 로디 술탄조)
- 포르투갈령 인도
- 무굴 제국, 수르 제국
- 마라타 제국
- 시크 제국
- 인도 제국(대영 제국의 식민지)
- 시킴 왕국
- 인도 국내의 토후국들
- 잠무 카슈미르 번왕국

### 데칸고원·남인도
- 사타바하나
- 찰루키아, 라슈트라쿠타, 서찰루키아, 동찰루키아, 팔라바, 촐라
- 호이살라, 세부나, 카카티야, 판디아
- 바흐마니 술탄국, 비자야나가라 제국
- 마라타 제국
- 마이소르 왕국
- 하이데라바드 왕국
- 트라방코르 왕국

### 기타
- 회사령 인도
- 자유 인도 임시 정부

### 네팔
- 팔라 제국, 키라타 왕조
- 카필라 왕국
- 리챠비 왕조
- 데바 왕조
- 말라 왕조
- 카트만두-말라 왕조
- 박타푸-말라 왕조
- 파탄-말라 왕조
- 네팔 왕국
- 무스탕 왕국

### 파키스탄
- 파키스탄의 번왕국
- 파키스탄 자치령
- 동파키스탄, 서파키스탄

### 방글라데시
- 동파키스탄, 서파키스탄

### 스리랑카
- 실론
- 타밀일람 해방 호랑이

## 중앙아시아
#티베트, #몽골, #위구르는 각각 동아시아 항목을 참조하라.
- 스키타이, 사르마티아
- 강거
- 쿠샨 제국
- 훈 제국, 아바르
- 에프탈
- 돌궐
  - 돌궐 제1카간국
  - 동돌궐
  - 서돌궐
- 하자르 카간국, 불가르, 볼가 불가르, 페체네크, 킵차크
- 돌기시, 카를루크, 카라한 칸국, 서요
- 사만 토후국, 화레즘 샤 왕조
- 차가타이 칸국, 모굴리스탄 칸국, 티무르 제국
- 킵차크 칸국
  - 샤이반 왕조, 부하라 칸국, 히바 칸국, 코칸트 칸국
  - 카자흐 칸국
  - 카잔 칸국, 아스트라한 칸국, 카심 칸국
  - 노가이 칸국
  - 크림 칸국
  - 시비르 칸국
- 알라시 자치국
- 화레즘 소비에트 사회주의 공화국
- 투르크멘 소비에트 사회주의 공화국
- 우즈베크 소비에트 사회주의 공화국
- 카자흐 소비에트 사회주의 공화국, 키르기스 소비에트 사회주의 공화국
- 우즈베키스탄 이슬람 운동
- 카라칼파크스탄

## 서아시아

### 아프가니스탄
- 박트리아
- 쿠샨 제국
- 가즈나 제국
- 고르 술탄국
- 두라니 제국
- 바라크자이 왕조
- 아프가니스탄 이슬람 수장국
- 아프가니스탄 왕국
- 아프가니스탄 공화국
- 아프가니스탄 민주공화국
- 아프가니스탄 이슬람국
- 아프가니스탄 이슬람 공화국
- 아프가니스탄 과도정부

### 이란
- 자얀데 강 문명
- 시알크 문명
- 지로프트 문명 (아랏타)
- 원시 엘람 문명
- 박트리아 마르기아나
- 엘람 제국
- 만나이 왕국
- 메디아 제국
- 아케메네스 제국
- 셀레우코스 제국
- 그리스 박트리아 왕국
- 파르티아 제국
- 쿠샨 제국
- 사산 제국
- 에프탈 제국
- 아바스 왕조
- 사만 토후국
- 타히르 토후국
- 사파르 토후국
- 알라비 왕조, 지야르 왕조
- 부와이 왕조, 함단 왕조
- 셀주크 왕조(셀주크 제국), 살라르 왕조, 일데기즈 왕조, 화레즘 샤 왕조
- 카르트 왕조
- 일 칸국
- 무자파르 왕조
- 잘라이르 왕조
- 티무르 제국
- 카라 코윤루
- 아크 코윤루
- 사파비 왕조
- 아프샤르 왕조, 잔드 왕조
- 카자르 왕조
- 팔라비 왕조
- 이란령 아제르바이잔

### 이라크
- 수메르, 우르 제3왕조
- 아카드
- 카시트
- 미탄니
- 바빌로니아
- 아시리아
- 신바빌로니아

이 사이는 이라크, 시리아, 아나톨리아 등 인접 지역을 참조하라.
- 영국 위임통치령 메소포타미아
- 이라크 왕국
- 아랍 연합
- 바트당 정권
- 유일신과 성전
- 이라크 전쟁의 다국적 연합군, 알카에다 이라크 지부
- 이라크 이슬람 국가
- 약속의 날 여단

### 아라비아 반도
- 라술 왕조
- 디리야 토후국, 네지드 토후국
- 휴전 오만
- 자발 샴마르 토후국
- 네지드-하사 토후국
- 헤자즈 왕국
- 네지드 술탄국, 트란스요르단
- 네지드-헤자즈 왕국
- 예멘 주
- 예멘 왕국
- 북예멘
- 남아라비아 연방
- 남예멘

### 시리아
- 에블라, 페니키아
- 유다 왕국, 이스라엘 왕국, 예루살렘 왕국
- 셀레우코스 제국
- 팔미라 제국
- 우마이야 왕조
- 시리아-셀주크 왕조
- 안티오키아 공국, 에데사 백국, 트리폴리 백국
- 장기 토후국
- 아이유브 술탄국
- 시리아 아랍 왕국, 대레바논, 알라위국
- 알레포국, 다마스쿠스국, 자발 드루즈국
- 시리아국
- 프랑스 위임통치령 시리아
- 시리아 공화국
- 알누스라 전선
- 오와이스 알코라니 여단
- 유프라테스 화산
- 정복군
- 바트주의 시리아

### 팔레스타인
- 영국 위임통치령 팔레스타인
- 트란스요르단
- 전팔레스타인 정부
- 팔레스타인 자치 정부

### 아나톨리아반도
- 히타이트
- 우라르투
- 프리기아
- 리디아
- 아탈로스 왕조
- 폰토스
- 대아르메니아
- 로리 왕국
- 조지아 왕국
- 룸 술탄국
- 킬리키아의 아르메니아 왕국
- 니케아 제국
- 트라페주스 제국
- 카헤티 왕국
- 자캅카스 민주연방공화국, 아르메니아 제1공화국, 아제르바이잔 민주공화국, 조지아 민주공화국
- 아제르바이잔 소비에트 사회주의 공화국, 아르메니아 소비에트 사회주의 공화국
- 조지아 소비에트 사회주의 공화국
- 아제르바이잔 인민 정부
- 나히체반 자치 공화국
- 아자리야
- 쿠르디스탄
  - 쿠르디스탄 왕국
  - 아라라트 공화국
  - 마하바드 공화국
  - 터키령 쿠르디스탄
  - 이란령 쿠르디스탄
  - 시리아령 쿠르디스탄
  - 적쿠르디스탄
- 아르차흐 공화국

## 유럽

### 그리스·터키
- 고대 그리스의 여러 폴리스(아테네, 스파르타, 테베, 코린토스, 시칠리아의 고대 시라쿠사 등)
- 마케도니아 왕국, 안티고노스 왕조
- 동로마 제국
- 키프로스 왕국
- 라틴 제국
- 테살로니카 왕국
- 아카이아 공국
- 에페이로스 전제공국
- 구호 기사단
- 오스만 제국
- 그리스 제1공화국
- 그리스 제2공화국
- 에프타니소스 공화국
- 이오니아 제도 합중국
- 그리스 왕국
- 크레타 자치국
- 북이피로스 자치 공화국
- 그리스 망명 정부, 그리스국
- 핀도스 공국
- 그리스 군사 정권

### 불가리아
- 고대 대불가리아
- 볼가 불가르
- 불가리아 제1제국 · 불가리아 제2제국
- 오스만령 불가리아
- 불가리아 공국
- 불가리아 왕국
- 불가리아 인민 공화국

### 발칸반도
- 중세 세르비아 공국
- 세르비아 대공국
- 중세 세르비아 왕국
- 세르비아 제국
- 시메온 제국
- 보스니아 왕국
- 세르비아 왕국(1882년까지는 공국)
- 슬로베니아-크로아티아-세르비아 국
- 유고슬라비아
  - 유고슬라비아 왕국
  - 체트니크
  - 유고슬라비아 공산주의자 동맹
  - 세르비아 공산주의자 동맹
  - 크로아티아 독립국, 몬테네그로 왕국, 몬테네그로 독립국, 세르비아 구국정부, 유고슬라비아 파르티잔, 우지체 공화국
  - 트리에스테 자유 지구
  - 유고슬라비아 사회주의 연방공화국
    - 크로아티아 사회주의 공화국, 슬로베니아 사회주의 공화국, 세르비아 사회주의 공화국, 보스니아 헤르체고비나 사회주의 공화국, 마케도니아 사회주의 공화국, 몬테네그로 사회주의 공화국
    - 크로아티아 공화국 (1990년 ~ 1991년), 슬로베니아 공화국 (1990년 ~ 1991년), 세르비아 공화국 (1992년-2006년), 보스니아 헤르체고비나 공화국 (1990년 ~ 1991년), 헤르체그보스니아 크로아티아인 공화국, 마케도니아 공화국 (1991년), 몬테네그로 공화국 (1992년-2006년)
    - 보이보디나 자치주
    - 코소보 메토히야 자치주 (1946년-1974년), 보이보디나 사회주의 자치주, 코소보 사회주의 자치주, 코소바 공화국
    - 보이보디나, 코소보 메토히야 자치주

  - 세르비아 크라이나 공화국, SAO 동부 슬로바니아 및 서부 시르미아, 서보스니아 자치주, 헤르체그보스니아 크로아티아인 공화국, 코소보 공화국 (1990년 ~ 2000년)
  - 유고슬라비아 연방 공화국, 세르비아 몬테네그로

### 알바니아
- 중세 알바니아 왕국
- 북이피로스 자치 공화국
- 알바니아 공국
- 알바니아 공화국
- 알바니아 왕국 (조그가)
- 알바니아 왕국 (사보이아가)
- 알바니아 사회주의 인민공화국

### 루마니아
- 몰다비아 공국(몰다비아)
- 왈라키아 공국(왈라키아)
- 몰다비아 왈라키아 연합공국
- 루마니아 왕국
- 루마니아 사회주의 공화국

### 몰도바
- 몰도바 소비에트 사회주의 공화국
- 가가우지아

### 러시아
- 루스 카간국
- 노브고로드 루스
- 키예프 루스
- 노브고로드 공화국
- 블라디미르-수즈달 공국
- 랴잔 대공국
- 트베리 대공국
- 프스코프 공화국
- 모스크바 대공국
- 체르케스
- 러시아 차르국
- 러시아 제국
- 러시아령 아메리카
- 러시아령 폴란드
- 녹우크라이나, 러시아 임시 정부, 크림 인민공화국, 우크라이나 인민공화국, 우크라이나 소비에트 인민공화국
- 붉은 군대, 도네츠크-크리보이로크 소비에트 공화국, 우크라이나 소비에트 공화국, 타브리다 소비에트 사회주의 공화국, 우크라이나국, 크림 지방 정부, 서부 우크라이나 인민공화국, 볼가 독일인 소비에트 사회주의 자치 공화국
- 소비에트 사회주의 공화국 연방 · 러시아 소비에트 연방 사회주의 공화국
  - 우크라이나 소비에트 사회주의 공화국
  - 극동 공화국
  - 아르메니아 소비에트 사회주의 공화국
  - 아제르바이잔 소비에트 사회주의 공화국
  - 화레즘 소비에트 사회주의 공화국
  - 그루지야 소비에트 사회주의 공화국
  - 투르크멘 소비에트 사회주의 공화국
  - 산악 자치 소비에트 사회주의 공화국
  - 크림 소비에트 사회주의 자치 공화국
  - 투바 인민 공화국
  - 자캅카스 사회주의 연방 소비에트 공화국
  - 우즈베크 소비에트 사회주의 공화국
  - 체첸-인구시 소비에트 사회주의 자치 공화국
  - 키르기스 소비에트 사회주의 공화국
  - 카자흐 소비에트 사회주의 공화국
  - 카렐리야-핀란드 소비에트 사회주의 공화국
  - 라트비아 소비에트 사회주의 공화국
  - 에스토니아 소비에트 사회주의 공화국
  - 리투아니아 소비에트 사회주의 공화국
  - 몰도바 소비에트 사회주의 공화국
  - 아제르바이잔 인민 정부
  - 마하바드 공화국
- 로코트 자치국
- KGB
- 전러시아 임시 정부
- 이치케리야 체첸 공화국
- 캅카스 에미레이트

### 우크라이나
- 고대 대불가리아
- 키예프 루스
- 갈리치아-볼히니아 왕국
- 폴란드 왕국, 폴란드-리투아니아 연방
- 카자크 수장국
- 러시아 제국
- 슬로보다 우크라인
- 카르파토 우크라인
- 우크라이나 인민공화국
- 도네츠크-크리보이로크 소비에트 공화국, 우크라이나 소비에트 공화국, 타브리다 소비에트 사회주의 공화국, 크림 지방 정부, 우크라이나국, 서부 우크라이나 인민공화국
- 크림 소비에트 사회주의 공화국
- 우크라이나 인민공화국 소비에트
- 우크라이나 소비에트 사회주의 공화국
- 우크라이나 독립국
- 크림 자치 공화국
- 크림 공화국, 도네츠크 인민공화국, 루간스크 인민공화국, 노보로시야 연방국, 하리코프 인민공화국, 오데사 인민공화국

### 크림반도
- 크림 인민공화국
- 타브리다 소비에트 사회주의 공화국, 크림 지방 정부
- 크림 소비에트 사회주의 공화국
- 크림 자치 공화국, 크림 공화국

### 벨라루스
- 키예프 루스
- 폴라츠크 공국
- 리투아니아 대공국, 폴란드-리투아니아 연방
- 러시아 제국
- 벨라루스 인민공화국
- 벨로루시 소비에트 사회주의 공화국

### 중앙유럽
- 프랑크 왕국
- 동프랑크 왕국, 중프랑크 왕국, 서프랑크 왕국
- 신성 로마 제국
- 대모라바 왕국, 보헤미아

### 헝가리
- 헝가리 대공국
- 헝가리 왕국
- 트란실바니아 공국
- 오스트리아-헝가리제국
- 헝가리 민주공화국
- 헝가리 평의회 공화국
- 헝가리 왕국
- 헝가리 제2공화국
- 헝가리 인민공화국

### 폴란드
- 폴란드 왕국
- 리투아니아 대공국
- 루블린 연합, 폴란드-리투아니아 연방,
- 갈리치아-로도메리아 왕국
- 바르샤바 공국
- 폴란드 입헌왕국, 크라쿠프 자유시
- 크라쿠프 대공국
- 러시아령 폴란드
- 폴란드 섭정왕국
- 폴란드 제2공화국
- 폴란드 지하국가, 폴란드 망명 정부
- 제1기갑사단
- 폴란드 인민공화국

### 독일
- 프랑크 왕국
- 마인츠 선제후국
- 동프랑크 왕국
- 트리어 선제후국
- 독일 왕국
- 쾰른 선제후국
- 신성 로마 제국
- 브란덴부르크 변경백국
- 독일기사단국
- 폴란드 왕령 프로이센
- 프로이센 공국
- 샤움부르크리페 후국
- 작센마이닝겐 공국
- 브란덴부르크-프로이센
- 브라운슈바이크뤼네부르크 선제후령
- 프로이센 왕국
- 동프로이센, 서프로이센
- 오스트리아 제국
- 바이에른 왕국, 작센 왕국, 나사우 공국, 라인 동맹, 작센바이마르아이제나흐 대공국, 바덴 대공국, 뷔르템베르크 왕국, 헤센 대공국
- 베스트팔렌 왕국
- 하노버 왕국, 올덴부르크 대공국
- 독일 연방외 독일 후국 (오스트리아-헝가리제국, 북독일 연방, 남독일 연방)
- 독일 제국
- 독일령 뉴기니, 독일령 남서아프리카
- 독일령 동아프리카
- 독일국
- 독일령 사모아
- 스파르타쿠스단
- 독일 조국당
- 바이마르 공화국, 프로이센 자유주, 독일 국가인민당, 독일 인민당, 독일 공산당, 철모단
- 로이스 공화국, 독일 노동자당, 나치당, 독일 공산당
- 자르, 단치히 자유시, 클라이페다
- 라인 공화국
- 나치 독일, 무장친위대, 제1강하기갑사단 헤르만 괴링
- SS특무부대
- 제1기갑사단, 제2기갑사단
- 독일 국방군 최고사령부, 제3기갑사단, 제4기갑사단, 제5기갑사단, 제6기갑사단, 제7기갑사단, 제8기갑사단, 제9기갑사단, 제10기갑사단, 제11기갑사단, 제2SS기갑사단 다스 라이히
- 벨기에 북프랑스 군정청, 제12기갑사단, 제14기갑사단, 제15기갑사단
- 제5SS기갑사단 비킹, 352
- 기갑척탄병사단 그로스도이칠란트
- 기갑교도사단, 제15기갑척탄병사단
- 독일의 연합군 군정기, 독일 자유민주당, 독일 기독교민주연합
- 자르 보호령
- 독일민주공화국(동독)
- 사회주의 제국당
- 독일 적군파

### 체코&슬로바키아
- 대모라바 왕국
- 중립 모레스네
- 슬로바키아 인민당
- 체코슬로바키아 제1공화국
- 슬로바키아 공화국(나치 독일의 보호국), 체코슬로바키아 망명 정부, 보헤미아 모라바 보호령
- 체코슬로바키아 제4공화국(체코슬로바키아 사회주의 공화국)
- 체코슬로바키아 연방공화국

### 네덜란드
- 부르고뉴 공국
- 브라반트 공국
- 네덜란드 공화국
- 네덜란드 제국
- 네덜란드령 기아나
- 오스트리아령 네덜란드
- 벨기에 합중국
- 바타비아 공화국
- 네덜란드령 동인도
- 홀란트 왕국
- 네덜란드 연합왕국
- 네덜란드령 뉴기니
- 네덜란드령 안틸레스 제도, 수리남

### 벨기에
- 벨기에 합중국
- 벨기에 북프랑스 군정청
- 국제안보지원군

## 프랑스
- 갈리아 제국
- 부르군트 왕국
- 프랑크 왕국
- 네우스트리아
- 서프랑크 왕국
- 부르군트 제2왕국
- 라마르슈 백국
- 부르군트 자유백국
- 중세 프랑스, 프랑스 왕국
- 부르고뉴 공국
- 아르투아 백국
- 니스 백국
- 근세 프랑스
- 프랑스령 루이지애나
- 코르시카 공화국
- 어퍼캐나다, 로어캐나다
- 프랑스 제1공화국
- 프랑스 왕국
- 제4보병사단
- 프랑스 제2공화국
- 프랑스 제국(프랑스 제1제국, 프랑스 제2제국, 프랑스 식민제국), 제4보병사단
- 파리 코뮌
- 프랑스령 튀니지
- 프랑스령 수단
- 프랑스령 다호메이
- 프랑스령 적도 아프리카
- 비시 프랑스, 프랑스 군정청, 벨기에 북프랑스 군정청
- 프랑스 공화국 임시정부
- 프랑스 제1공화국, 프랑스 제2제국, 프랑스 제3공화국, 프랑스 제4공화국(※프랑스 제5공화국은 현재의 프랑스를 일컫는다.)

## 그레이트브리튼섬
- 앵글로색슨 칠왕국(켄트 왕국, 에식스 왕국, 서식스 왕국, 웨식스 왕국, 이스트앵글리아 왕국, 머시아 왕국, 노섬브리아 왕국)
- 알바 왕국, 달리아다 왕국
- 데후바스 왕국, 포이스 왕국, 귀네드 왕국
- 스코틀랜드 왕국
- 잉글랜드 왕국
- 앙주 제국
- 아일랜드 왕국
- 아일랜드 맹방
- 잉글랜드 연방
- 그레이트브리튼 왕국
- 로어 캐나다, 어퍼 캐나다
- 그레이트브리튼 아일랜드 연합왕국
- 영국령 기아나
- 영국령 골드코스트
- 영국령 홍콩
- 영국령 온두라스
- 영국령 소말릴란드
- 길버트 엘리스 제도
- 영국령 동아프리카
- 아일랜드 공화국
- 아일랜드 자유국
- 영국령 홍콩
- 서인도 연방(영국령 서인도 제도)
- 웨일스 공국, 대영 제국,

## 아일랜드
- 아일랜드 왕국
- 아일랜드 맹방
- 잉글랜드 연방
- 연합 아일랜드인회
- 그레이트브리튼 아일랜드 연합왕국
- 아일랜드 공화주의 형제단
- 아일랜드 시민군, 아일랜드 의용군
- 아일랜드 공화국군
- 아일랜드 공화국
- 청년 아일랜드당
- 아일랜드 자유국
- 아일랜드 공화국군 임시파, 아일랜드 공화국군 공식파
- 얼스터 방위협회
- 붉은 손 특공대
- 아일랜드 민족해방군
- 아일랜드 인민해방기구

## 이탈리아반도
- 고대 로마(로마 왕정, 로마 공화정, 로마 제국, 동로마제국 서로마 제국)
- 서고트 왕국
- 오도아케르
- 동고트 왕국
- 랑고바르드 왕국
- 교황령
- 베네치아 공화국, 롬바르디아 베네치아 왕국, 산 마르코 공화국
- 몬페라토 변경백국
- 제노바 공화국
- 피렌체 공화국
- 세보르가 공국
- 트렌토 주교국
- 살루초 변경백국, 체바 후국
- 우르비노 공국
- 사르데냐 왕국
- 사보이 공국
- 황금 암브로시아 공화국
- 이탈리아 공화국
- 이탈리아 왕국
- 이탈리아 왕국
- 에트루리아, 피렌체 공화국, 토스카나 대공국, 에트루리아 왕국
- 밀라노 공국, 루카 공국, 파르마 공국, 피아첸차 공국, 모데나 레조 공국, 피옴비노 후국, 구아스탈라 공국, 만토바 공국
- 카스트로 공국, 소라 공국
- 로마 공화국 (1798년~1799년), 로마 공화국 (1849년)
- 시칠리아 왕국, 나폴리 왕국, 파르테노페아 공화국, 양시칠리아 왕국
- 아말피 공국
- 치스파다나 공화국, 치살피나 공화국, 트란스파다나 공화국
- 리구리아 공화국
- 롬바르디아-베네치아 왕국
- 이탈리아령 소말릴란드
- 이탈리아 사회당
- 이탈리아 전투 파스키
- 이탈리아 공산당
- 국가 파시스트당
- 국가안보의용민병대
- 이탈리아령 동아프리카
- 이탈리아 사회공화국
- 공화 파시스트당
- 민주 파시스트당
- 이탈리아 사회운동
- 트리에스테 자유 지구
- 붉은 여단
- 군사정보보안국
- 국민동맹

## 포르투갈
- 수에비 왕국, 갈리시아 왕국
- 서고트 왕국
- 아스투리아스 왕국
- 나바라 왕국
- 포르투갈 백작령
- 레온 왕국
- 후우마이야 왕조
- 아라곤 왕국
- 카스티야 왕국
- 포르투갈 왕국
- 아라곤 연합왕국
- 카스티야 연합왕국
- 나스르 술탄국
- 포르투갈 제국
- 포르투갈령 인도
- 포르투갈령 마카오
- 이베리아 연합
- 포르투갈령 티모르
- 포르투갈 브라질 알가르브 연합왕국
- 포르투갈 왕국(보르고냐 왕가, 아비스 왕가, 브라간사 왕가),
- 포르투갈 제1공화국
- 국가독재 (포르투갈)
- 포르투갈 제2공화국
- 국가연합당

### 스페인
- 나바라 왕국
- 레온 왕국
- 아라곤 왕국
- 톨레도 왕국
- 아라곤 연합왕국
- 카스티야 연합왕국
- 그라나다 왕국
- 스페인 제국
- 압스부르고 스페인
- 스페인 제1공화국
- 스페인 인민 전선, 국제 여단
- 스페인 제2공화국
- 프랑코 정권
- 바스크 조국과 자유
- 카탈루냐 공화국(카탈루냐 공화국 (2017년))

### 스웨덴
- 스웨덴-핀란드
- 북해 제국
- 칼마르 동맹
- 바사 시대
- 덴마크-노르웨이
- 스웨덴 제국
- 스웨덴-노르웨이

### 핀란드
- 핀란드 대공국
- 적위대
- 핀란드 사회주의 노동자 공화국, 여성적위대, 핀란드 왕국
- 핀란드 민주공화국
- 카렐리야-핀란드 소비에트 사회주의 공화국

### 노르웨이
- 노르웨이 세습왕국
- 북해 제국
- 구 노르웨이 왕국
- 칼마르 동맹
- 덴마크-노르웨이
- 스웨덴-노르웨이
- 비드쿤 크비슬링

### 아이슬란드
- 아이슬란드 자유국
- 칼마르 동맹
- 덴마크-노르웨이
- 아이슬란드 왕국

### 덴마크
- 칼마르 동맹
- 덴마크-노르웨이

### 리투아니아
- 검의 형제기사단
- 리투아니아 대공국
- 폴란드 리투아니아 연방
- 중앙리투아니아 공화국
- 발트 연합공국, 리투아니아 왕국, 리투아니아 제1공화국
- 리투아니아 소비에트 사회주의 공화국

### 라트비아
- 검의 형제기사단
- 발트 연합공국, 라트비아 제1공화국
- 라트비아 소비에트 사회주의 공화국

### 에스토니아
- 검의 형제기사단
- 발트 연합공국, 에스토니아 제1공화국
- 에스토니아 망명 정부, 에스토니아 소비에트 사회주의 공화국

### 이외 유럽
- 대영 제국
- 프랑스 식민제국
- 스페인 제국
- 독일 식민제국
- 네덜란드 제국
- 포르투갈 제국
- 덴마크 식민제국
- 오스트리아 제국
- 오스트리아-헝가리 제국

## 아프리카

### 이집트
- 고대 이집트
- 선왕조
- 원왕조
- 이집트 초기왕조(제1왕조, 제2왕조)
- 이집트 고왕국(제3왕조, 제4왕조, 제5왕조, 제6왕조)
- 이집트 제1중간기(제7, 8왕조, 제9왕조, 제10왕조, 제11왕조 통일전)
- 이집트 중왕국(제11왕조 통일후, 제12왕조)
- 이집트 제2중간기(제13왕조, 제14왕조, 제15왕조, 제16왕조, 제17왕조)
- 이집트 신왕국(제18왕조, 누비아, 제19왕조, 제20왕조)
- 이집트 제3중간기(제21왕조, 제22왕조, 제23왕조, 제24왕조, 제25왕조, 쿠시 왕국)
- 이집트 말기왕조(제26왕조, {제27왕조 아케메네스 왕조의 1차 점령기}, 제28왕조, 제29왕조, 제30왕조, {제31왕조 아케메네스 왕조의 2차 점령기})
- 프톨레마이오스 왕조
- 툴룬 왕조, 이프시드 왕조
- 파티마 왕조
- 아이유브 술탄국
- 맘루크 술탄국
- 무하마드 알리 왕조
- 앵글로-이집트 수단
- 이집트 왕국
- 이집트 공화국

## 북아프리카
- 고대 카르타고(카르타고)
- 누미디아
- 반달
- 루스탐 왕조, 아글라브 토후국, 이드리스 왕조
- 파티마 왕조, 지리 왕조, 함마드 왕조
- 무라비트 왕조, 무와히드 칼리파조, 하프스 왕조
- 자이얀 왕조, 마리니드 왕조, 사드 왕조
- 후사인 왕조, 카라만리 왕조
- 아랍-이슬람 공화국
- 프랑스령 튀니지
- 이탈리아령 리비아
- 트리폴리타니아
- 페잔
- 키레나이카 토후국(키레나이카)
- 리비아 왕국
- 리비아 아랍 자마히리야

## 서아프리카
- 다호메이 왕국, 다호메이
- 와가두 제국
- 말리 제국
- 베닌 제국
- 송가이 제국
- 아샨티 왕국
- 영국령 골드코스트
- 투크롤 제국
- 사모리 제국
- 프랑스령 수단
- 말리 연방
- 메릴랜드 공화국
- 비아프라
- 프랑스령 다호메이
- 다호메이 공화국
- 베냉 인민공화국
- 아자와드
- 사하라 아랍 민주 공화국, 서사하라
- 오트볼타
- 안사르 디네

## 중앙아프리카
- 카넴-보르누 제국
- 콩고 왕국
- 테케 소왕국
- 로앙고 군주국
- 국제아프리카협회, 콩고 자유국, 벨기에령 콩고
- 프랑스령 적도 아프리카
- 콩고 공화국, 카탕가국
- 콩고 인민공화국
- 자이르
- 앙골라 민주주의 인민공화국
- 앙골라 인민공화국
- 중앙아프리카 제국
- 남카사이
- 셀레카

## 동아프리카
- 악숨 왕국
- 에티오피아 제국
- 메리나 왕국
- 부룬디 왕국
- 영국령 소말릴란드
- 독일령 동아프리카
- 이탈리아령 소말릴란드
- 위투 보호령
- 영국령 동아프리카
- 이탈리아령 동아프리카
- 에티오피아 인민민주 공화국
- 탕가니카, 잔지바르
- 소말릴란드국' 소말리아 신탁통치령
- 소말리아 민주공화국
- 르완다 왕국
- 소말릴랜드
- 푼틀란드
- 갈무두그

## 남아프리카
- 줄루 왕국
- 무타파 제국
- 케이프 식민지
- 트란스발 공화국
- 오렌지 자유국
- 독일령 남서아프리카, 바수톨란드
- 오렌지 강 식민지, 트란스발 식민지
- 남아프리카 연방
- 로즈위 왕국, 북로디지아, 남로디지아, 로디지아 니아살랜드 연방, 로디지아, 짐바브웨 로디지아
- 남아프리카 공화국의 반투스탄(트란스케이, 보푸사츠와나, 벤다, 시스케이, 콰콰, 콰줄루, 레보와, 가잔클루, 카은과네, 콰은데벨레)
- 나미비아의 반투스탄(헤레로 자치국, 카방고 자치국, 오밤보 자치국, 동카프리비 자치국, 로지 자치국, 바스터랜드, 나마랜드, 다마라랜드, 츠와나랜드)
- 남서아프리카
- 앙골라 인민공화국
- 모잠비크 인민공화국
- 에스와티니(스와질란드 (1968년-2018년))

## 아메리카

### 고대 문명
- 올메카 문명
- 메소아메리카
- 톨텍
- 잉카 문명(잉카 제국)
- 마야 문명
- 아즈텍 문명(아즈텍 제국)

## 북아메리카

### 캐나다
- 누벨프랑스
- 프랑스령 루이지애나
- 로어캐나다, 어퍼캐나다, 더 캐나다스
- 뉴펀들랜드 자치령

### 미국
- 이로쿼이 연맹
- 스페인령 플로리다
- 누벨프랑스
- 13개 식민지
- 뉴네덜란드
- 뉴햄프셔 식민지
- 펜실베이니아 식민지
- 프랑스령 루이지애나
- 사우스캐롤라이나 식민지
- 서플로리다, 동플로리다(미국의 준주)
- 버몬트 공화국
- 북서부 영토
- 남서부 영토
- 러시아령 아메리카
- 인디애나 준주
- 올리언스 준주
- 미시간 준주, 루이지애나 준주
- 일리노이 준주
- 서플로리다 공화국
- 미주리 준주
- 앨라배마 준주
- 아칸소 준주
- 멕시코령 텍사스
- 플로리다 준주
- 국민공화당
- 휘그당
- 텍사스 공화국, 위스콘신 준주
- 아이오와 준주
- 캘리포니아 공화국
- 오리건 준주, 자유토지당
- 미네소타 준주
- 뉴멕시코 준주, 유타 준주
- 워싱턴 준주
- 캔자스 준주, 네브래스카 준주
- 아메리카 연합국, 콜로라도 준주, 네바다 준주, 다코타 준주
- 애리조나 준주, 아이다호 준주
- 몬태나 준주
- 와이오밍 준주
- 오클라호마 준주
- 하와이 준주

## 중앙아메리카

### 멕시코
- 테오티우아칸
- 올메카 문명
- 소치칼코
- 마야 제국의 여러 도시 국가 (티칼, 우슈말, 치첸이트사 등)
- 툴라-시코코티틀란(톨텍의 중앙 도시)
- 쿠스코 왕국
- 아스테카 제국(아스테카 문명)
- 잉카 제국(잉카 문명)
- 테스코코
- 타라스카
- 누에바에스파냐
- 누에바카스티야 총독부
- 신잉카국
- 토라스카라
- 키체
- 로스알토스국
- 멕시코 제국
- 멕시코 제1제국, 멕시코령 텍사스
- 중앙아메리카 연방 공화국
- 리오그란데 공화국
- 영국령 온두라스
- 멕시코 제2제국
- 중앙아메리카 대공화국
- 소노라 공화국
- 유카탄 공화국
- 아이티 왕국
- 아이티 제국
- 7월 26일 운동

## 남아메리카
- 치무 왕국
- 잉카 제국
- 엔트레-리오스 공화국
- 남아메리카 연합주
- 아르헨티나 연합
- 리오그라덴세 공화국
- 줄리아나 공화국
- 영국령 기아나

### 브라질
- 브라질국
- 네덜란드령 브라질
- 포르투갈 브라질 알가르브 연합왕국
- 브라질 제국
- 히우그란지 공화국
- 아크레 공화국
- 쿤디나마르카 공화국
- 누에바-그라나다 연합주

### 베네수엘라
- 베네수엘라 제1공화국
- 베네수엘라 제2공화국
- 베네수엘라 제3공화국
- 그란콜롬비아
- 누에바그라나다 공화국

### 콜롬비아
- 그란콜롬비아
- 누에바그라나다 공화국
- 그라나다 연합
- 콜롬비아 합중국
- 콜롬비아 무장혁명군
- 콜롬비아 연합자위대

### 페루
- 쿠스코 왕국
- 잉카 제국
- 페루 부왕령
- 북페루
- 남페루
- 페루-볼리비아 국가연합

### 아르헨티나
- 리오데라플라타 부왕령
- 리오데라플라타 연합주
- 아라우카니아 파타고니아 왕국
- 아르헨티나 연합
- 몬토네로스

### 수리남
- 네덜란드령 기아나
- 수리남

## 서인도 제도
- 해적 공화국
- 영국령 기아나
- 영국령 온두라스
- 네덜란드령 안틸레스 제도
- 서인도 연방(영국령 서인도 제도)

## 오세아니아
- 라파누이 왕국
- 통가 제국
- 뉴사우스웨일스 식민지
- 하와이 왕국 → 하와이 공화국
- 네덜란드령 동인도
- 피지 식민지
- 독일령 뉴기니
- 길버트 엘리스 제도
- 하와이 준주
- 독일령 사모아
- 뉴헤브리디스 제도
- 남양 군도
- 태평양 제도 신탁통치령
- 네덜란드령 뉴기니
- 투이 통가 제국
- 라로통가 왕국
- 헛리버 공국

## 남극
- 야마토 유키하라
- 노이슈바벤란트

## 국제 기구
- 국제 연맹
- 코메콘
- 바르샤바 조약 기구
- 동남아시아 조약 기구
- 국제아프리카협회
- 아프리카 통일 기구
- 국제안보지원군
- 유엔 신탁 통치 이사회
- 연합군 최고사령부
- 극동국제군사재판
- 코민테른
- 코민포름
- 공산주의자동맹
- 유엔 캄보디아 잠정 통치기구
- 세계 무역 센터
- 유럽 석탄 철강 공동체
- 남부 아프리카 고등판무관
- 서유럽 연합
- 유럽 경제 공동체
- 라틴 통화 동맹
- 중앙 조약 기구
- 스칸디나비아 통화동맹
- 세계노동연합
- 국제자유노동조합연합

## 식민지 회사
- 동인도 회사
  - 영국 동인도 회사
  - 네덜란드 동인도 회사
  - 덴마크 동인도 회사
  - 프랑스 동인도 회사
  - 스웨덴 동인도 회사
  - 포르투갈 동인도 주식회사
  - 오스트리아 동인도 회사
- 서인도 회사
  - 덴마크 서인도 회사
  - 프랑스 서인도 회사
  - 네덜란드 서인도 회사
  - 스웨덴 서인도 회사
- 동양척식주식회사
- 남만주철도주식회사
- 동만주 철도

## 같이 보기
- 미승인 국가 목록
- 마이크로네이션
- 괴뢰국(괴뢰 정권)
- 반투스탄
- 망명정부
- 국가
- 복지 국가
- 주권국가
- 국민 국가
- 주권
- 국민
- 정부
- 정당
- 정체
- ISO
- 국토 / 영토
- 왕실 국가 목록
- 국가
- 부대
- 식민지와 지배 국가 목록
- 허구 국가
- 옛 정당 목록
- 파벌